# Rhytideres
Rhytidoderes
Genre
Rhytideres est un genre d'insectes coléoptères de la famille des Curculionidae.

## Classification
Le genre Rhytideres est créé en 1823 par l'entomologiste suédois Carl Johann Schoenherr (1772-1848),,,.

### Synonymes
Selon Paleobiology Database en 2023, le seul synonyme est Rhytidoderes.
Selon GBIF en 2023, les synonymes sont :
- Diastochelus Jacquelin Du Val, 1854
- Eucleonus Gistel, 1856
- Rhytiderus Latreille, 1828
- Rhytidoderes Gemminger & Harold, 1871
- Rhytidoderes Schonherr, 1826
- Rhytidoderes Wollaston, 1864

On peut remarquer que Rhytidoderes est « synonymisé » plusieurs fois, mais que GBIF garde Rhytidoderes L. Agassiz, 1856 comme genre valide, mais avec des espèces ressemblant fort...

### Cladogramme
Cladogramme selon Catalogue of Life
| Rhytideres | \| \| Rhytideres albidus Petri, 1915 \| \| \| \| \| \| Rhytideres evrani Erbey, 2015 \| \| \| \| \| \| Rhytideres mauritanicus Marshall, 1951 \| \| \| \| \| \| Rhytideres plicatus Schonherr, 1826 \| \| \| \| \| \| Rhytideres tocquevillei Peyerimhoff, 1941[5],[6] \| \| \| \| |
|            | \| \| Rhytideres albidus Petri, 1915 \| \| \| \| \| \| Rhytideres evrani Erbey, 2015 \| \| \| \| \| \| Rhytideres mauritanicus Marshall, 1951 \| \| \| \| \| \| Rhytideres plicatus Schonherr, 1826 \| \| \| \| \| \| Rhytideres tocquevillei Peyerimhoff, 1941[5],[6] \| \| \| \| |
|            | Rhytideres albidus Petri, 1915 |
|            | |
|            | Rhytideres evrani Erbey, 2015 |
|            | |
|            | Rhytideres mauritanicus Marshall, 1951 |
|            | |
|            | Rhytideres plicatus Schonherr, 1826 |
|            | |
|            | Rhytideres tocquevillei Peyerimhoff, 1941, |
|            | |

## Liste d'espèces
- Rhytideres albidus Petri, 1915
- Rhytideres evrani Erbey, 2015
- Rhytideres mauritanicus Marshall, 1951
- Rhytideres plicatus Schonherr, 1826
- Rhytideres tocquevillei Peyerimhoff, 1941[6]

### Espèces fossiles
Selon Paleobiology Database en 2023, une seule espèce fossile est référencée :
- †Rhytidoderes sexsulcatus Heer, 1856[7]

### Publication originale
- [1823] (la) Carl Johann Schoenherr, « Tabula synoptica familiae curculionidum », Isis von Oken, vol. 1823, no 10,‎ 1823, p. 1134-1146 (ISSN 2568-0013, lire en ligne).